# 克拉里恩 (宾夕法尼亚州)
克拉里恩（Clarion）是美国宾夕法尼亚州克拉里恩县的一个自治市镇，是克拉里恩县的县城。它位于匹兹堡东北偏北77英里（124公里）处，是匹兹堡DMA的一部分。克拉里恩于1839年开始有人定居，1841年成立。过去周边地区生产天然气、石油、木材和煤炭。1900年人口为2004人，1910年为2864人，2020年人口普查为3888人，低于2010年人口普查的5276人。这里是一年一度的秋叶节和宾夕法尼亚州克拉里恩大学的所在地。县法院于1979年被列入国家史迹名录。

## 地理
克拉里恩位于宾夕法尼亚州西部阿勒格尼高原地区克拉里恩县中心偏东北41°12′42″N 79°23′2″W / 41.21167°N 79.38389°W (41.211791, -79.384005)。 该市镇的主要部分位于海拔430至460米的高度，俯瞰120米深的克拉里恩河谷，克拉里恩河是阿勒格尼河的一条支流。
根据美国普查局的数据，该市总面积为1.62平方英里（4.19平方公里），其中1.58平方英里（4.08平方公里）为陆地，约0.11平方公里（2.7%）是水域。。